# Jordan Oesterle
Jordan Oesterle (* 25. Juni 1992 in Dearborn Heights, Michigan) ist ein US-amerikanischer Eishockeyspieler, der seit März 2025 bei den Nashville Predators aus der National Hockey League unter Vertrag steht und parallel für deren Farmteam, die Milwaukee Admirals, in der American Hockey League auf der Position des Verteidigers spielt.

## Karriere

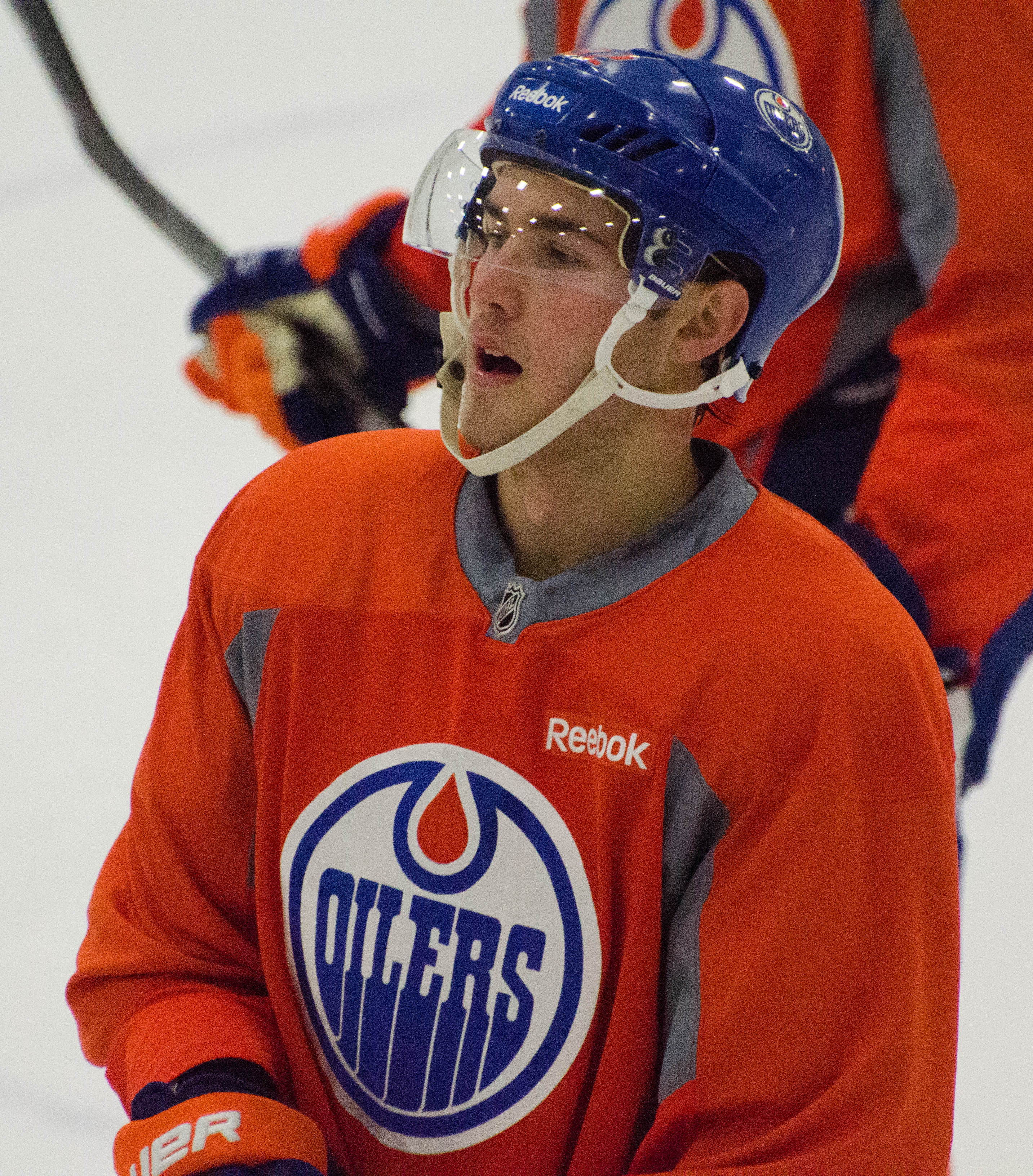
Oesterle im Trikot der Oilers (2014)

Oesterle verbrachte seine Juniorenzeit zunächst in der Saison 2010/11 bei den Sioux Falls Stampede in der United States Hockey League. Von dort schrieb er sich im Sommer 2011 ungedraftet an der Western Michigan University ein. Parallel zu seinem Studium spielte der Verteidiger in den folgenden drei Jahren für das Eishockeyteam der Universität. Zunächst zwei Jahre in der Central Collegiate Hockey Association und anschließend in der National Collegiate Hockey Conference, beides Divisionen im Spielbetrieb der National Collegiate Athletic Association. In seinem Rookiejahr an der Universität gewann er mit dem Team die Divisionsmeisterschaft.
Nach der College-Spielzeit 2013/14 wurde Oesterle im März 2014 von den Edmonton Oilers aus der National Hockey League verpflichtet. Diese setzten ihn im Verlauf der restlichen Saison sowie der folgenden bei ihrem Farmteam, den Oklahoma City Barons, in der American Hockey League ein. Nach dem Wechsel des Kooperationspartners steht Oesterle seit Beginn der Saison 2014/15 im Kader der Bakersfield Condors in der AHL. Sein NHL-Debüt für die Oilers feierte der Abwehrspieler im selben Spieljahr, konnte sich dort aber nicht dauerhaft etablieren.
Nach drei Jahren in Edmonton verlängerten die Oilers seinen auslaufenden Vertrag nach der Spielzeit 2016/17 nicht, sodass er sich als Free Agent im Juli 2017 den Chicago Blackhawks anschloss. Die Blackhawks gaben ihn im Juli 2018 samt Vinnie Hinostroza und einem Drittrunden-Wahlrecht im NHL Entry Draft 2019 an die Arizona Coyotes ab, die zudem den Vertrag von Marián Hossa übernahmen. Im Gegenzug erhielten die Blackhawks Marcus Krüger, Jordan Maletta, Andrew Campbell, MacKenzie Entwistle und ein Fünftrunden-Wahlrecht im gleichen Draft.
In Arizona war Oesterle in der Folge drei Jahre aktiv, bevor sein auslaufender Vertrag nach der Spielzeit 2020/21 nicht verlängert wurde und er als Free Agent zu den Detroit Red Wings wechselte. In gleicher Weise schloss er sich im Juli 2023 den Calgary Flames an, ebenso wie im Juli 2024 den Boston Bruins. Von dort wiederum gelangte er im März 2025 über den Waiver zu den Nashville Predators.

### International
Bei der Weltmeisterschaft 2018 nahm Oesterle erstmals an einem internationalen Turnier teil und gewann dort mit der Nationalmannschaft der USA die Bronzemedaille.

## Erfolge und Auszeichnungen
- 2012 Mason-Cup-Gewinn mit der Western Michigan University
- 2017 Teilnahme am AHL All-Star Classic
- 2018 Bronzemedaille bei der Weltmeisterschaft

## Karrierestatistik
Stand: Ende der Saison 2024/25

### International
Vertrat die USA bei:
- Weltmeisterschaft 2018

(Legende zur Spielerstatistik: Sp oder GP = absolvierte Spiele; T oder G = erzielte Tore; V oder A = erzielte Assists; Pkt oder Pts = erzielte Scorerpunkte; SM oder PIM = erhaltene Strafminuten; +/− = Plus/Minus-Bilanz; PP = erzielte Überzahltore; SH = erzielte Unterzahltore; GW = erzielte Siegtore; 1 Play-downs/Relegation; Kursiv: Statistik nicht vollständig)